# エドナ・ミレイ

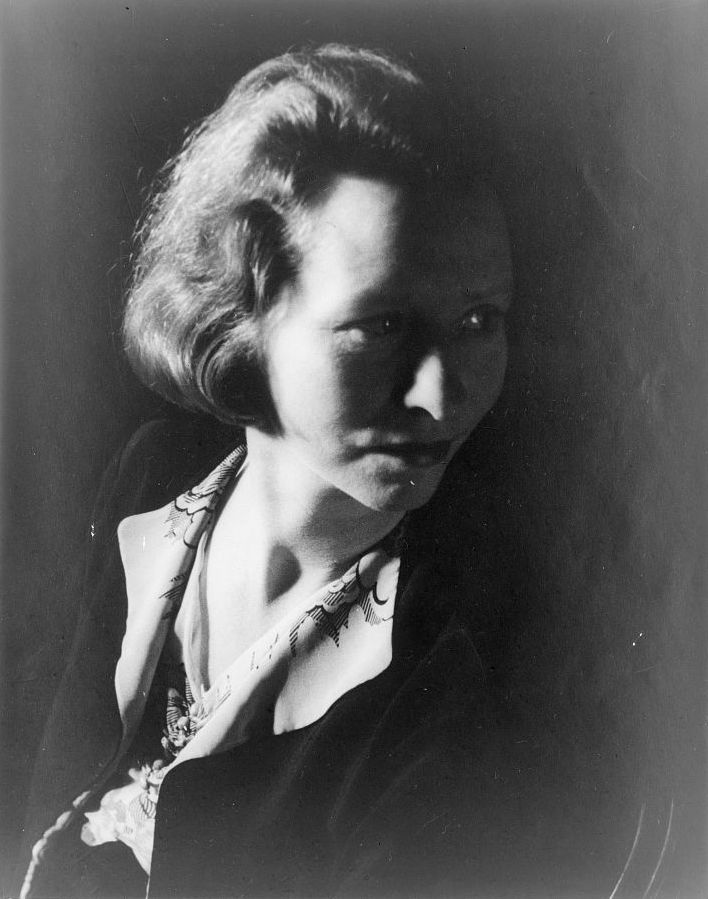
エドナ・ミレイ

エドナ・セント・ヴィンセント・ミレイ（Edna St. Vincent Millay, 1892年2月22日 - 1950年10月19日）は、アメリカ合衆国メイン州ロックランド生まれの詩人。
ニューヨークのヴァッサー大学に在学中に最初の詩集『ルネサンス』（1912年）を出版し注目される。その後、芸術家や作家のたまり場として最盛期にあったグリニッジ・ヴィレッジに居を移し、詩集『あざみの果』（1920年）を出版。その中の“私のろうそくは両端が燃える”という詩の1行が、若いときの逸脱性をよく示している。
1923年に『竪琴をつくる者』でピューリッツァー賞 詩部門を受賞。ほかにも3つの詩劇を含む多くの作品を出版し、成功したアメリカ・オペラ『王の家来』の台本も書いた。